# モーゼス・オドゥバジョ
モーゼス・オドゥバジョ（Moses Odubajo 、1993年7月28日 - ）は、イングランド・ロンドン出身のプロサッカー選手。アリス・テッサロニキ所属。ポジションはDF、FW。

## 経歴

### クラブ
はじめ地元クラブであるミルウォールFCの下部組織でプレーしていたが、母の死をきっかけに13歳の時に退団。その後レイトン・オリエントFCとスカラシップを結び、2011年4月にプロ契約を締結した。9月、フットボールリーグトロフィーのダゲナム・アンド・レッドブリッジFC戦でプロデビューを果たした。
2014年6月、チャンピオンシップのブレントフォードFCに移籍。2015年8月、同じくチャンピオンシップのハル・シティAFCに3年契約で移籍。2018年8月、ブレントフォードに再加入。
2019年7月11日、シェフィールド・ウェンズデイFCにフリーで加入。
2021年7月30日、クイーンズ・パーク・レンジャーズFCにフリー移籍で加入し、1年契約（1年延長オプション付き）を結んだ。

### 代表
U-20イングランド代表歴があり、2015年のトゥーロン国際大会に出場した。
一方でナイジェリア代表としてプレーする権利も有しており、2014年12月にはU-23ナイジェリア代表の合宿キャンプに召集される見込みと報じられたが、結局実現しなかった。